# Maurits Verveer
Maurits Verveer, né Moses Leonardus Verveer le 7 mai 1817 à La Haye et mort dans la même ville le 23 mars 1903, est un peintre et photographe néerlandais.

## Biographie
Verveer est né dans une famille de commerçants appartenant à la communauté juive de La Haye. Il suit une formation de peintre, comme ses deux frères peintres Samuel Verveer et Elchanon Verveer. Il peint des paysages, notamment des marines et des scènes de plage à Scheveningen ; il participe en 1851 à une des expositions des maîtres vivants (Tentoonstelling van Levende Meesters), mais il ne rencontre pas le succès et se tourne vers la photographie.
En 1857, il ouvre un studio de portraits photographiques à La Haye, consacré aux portraits, notamment de personnalités : Etablissement van photograpische portretten.
Il publie en 1861 Album van onze tijdgenooten op het gebied van Kunsten en Wetenschappen [Album de nos contemporains dans le domaine des arts et des sciences] qui réunit soixante portraits de professeurs et d'artistes. Il photographie également des membres de la famille royale ; il reçoit à ce titre un cadeau de la reine Sophie en 1863 et se qualifie en 1864 de photograaf van Z.M. den Koning der Nederlanden [photographe de S.M. le roi des Pays-Bas]et en 1865 de photograaf van Z.M. den Koning der Nederlanden en H.M. de Koningin [photographe de S.M. le roi des Pays-Bas et de S.Mr la reine], ; il prend en 1880 la première photographie officielle de la princesse Wilhelmine âgée de quelques mois.
Verveer est membre du Pulchri Studio, dont son frère Salomon a été président. À presque 75 ans en 1892, il ferme son studio photographique et participe à nouveau à diverses expositions en tant que peintre. Il meurt en 1903, à l'âge de 85 ans.

## Expositions
- 3 juillet - 1er novembre 2015 : De gebroeders Verveer : Haagse meesters van de romantiek, Joods Historisch Museum, Amsterdam[5].

## Collections
- Rijksmuseum Amsterdam[6].

## Galerie

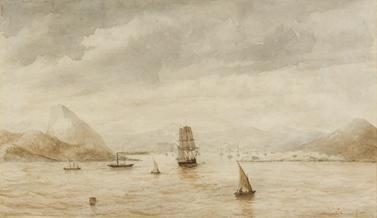
Entrée de la rade de Rio de Janeiro, aquarelle sepia, 1850. Fundação Maria Luisa e Oscar Americano, São Paulo.
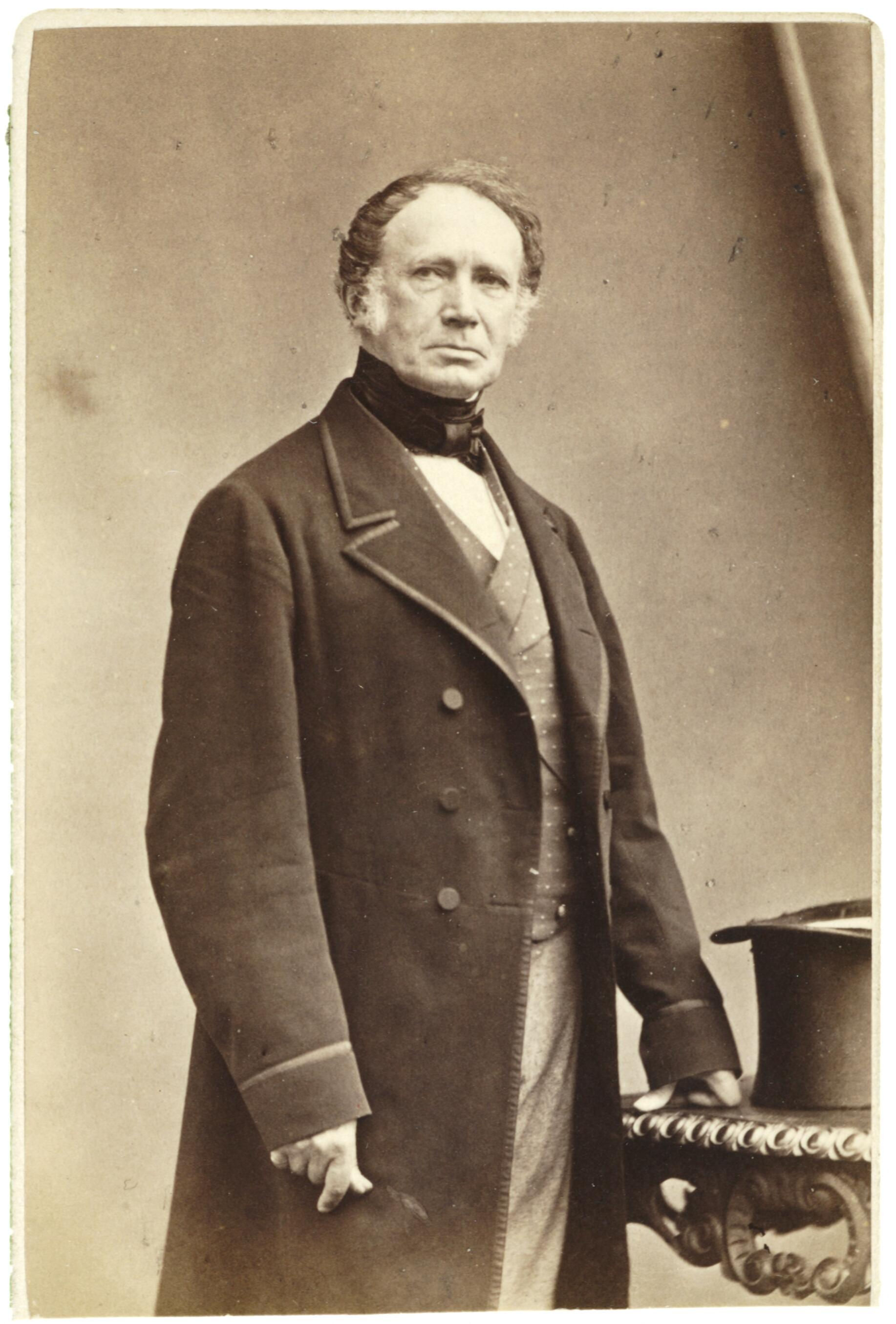
Frédéric d'Orange-Nassau, prince des Pays-Bas, photographie, entre 1860 et 1880.
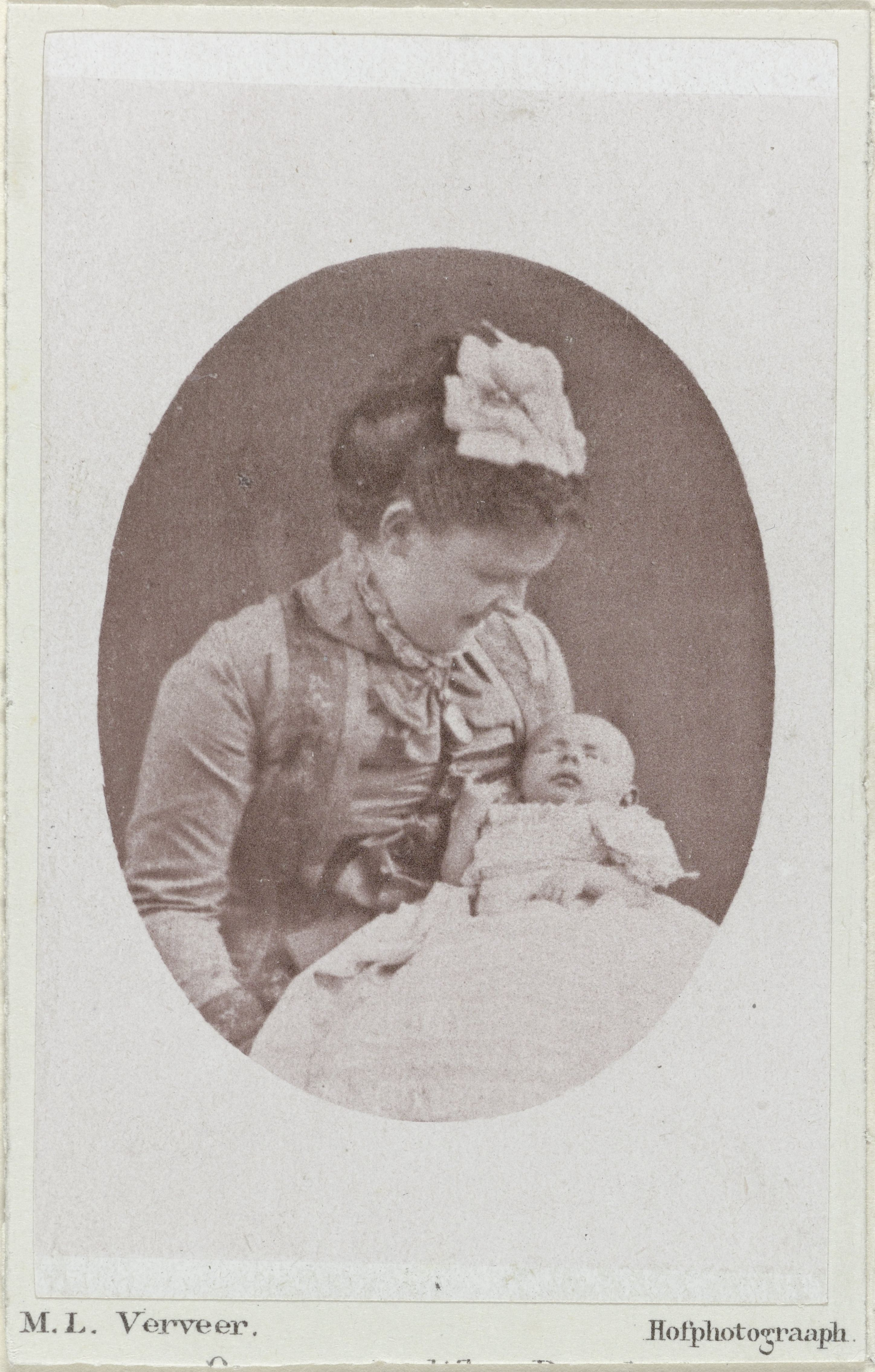
La reine Emma des Pays-Bas et sa fille Wilhelmine, photographie, 1880.
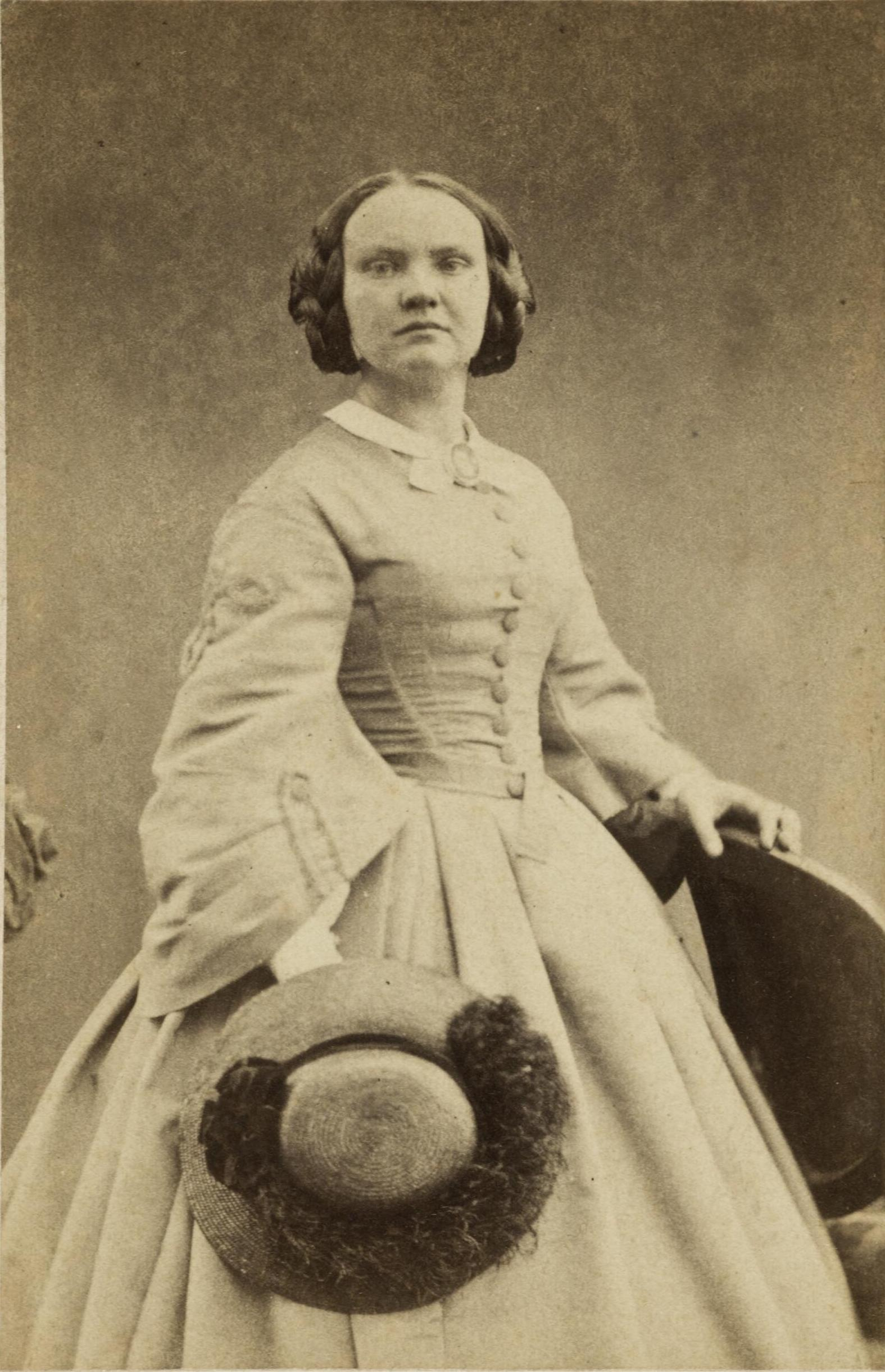
La peintre Marie Bilders-van Bosse, photographie.
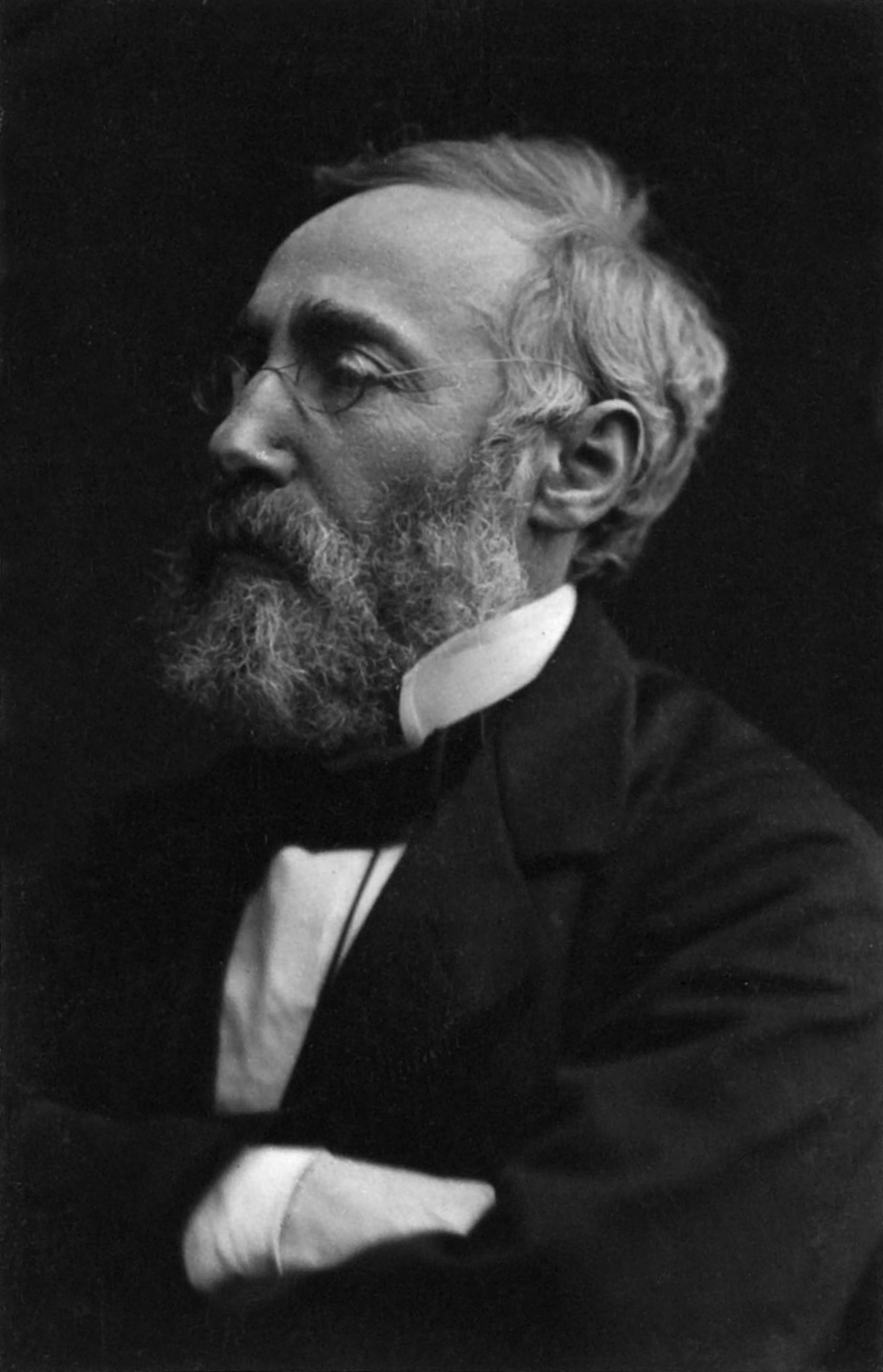
Le peintre Jozef Israëls (1824-1911).
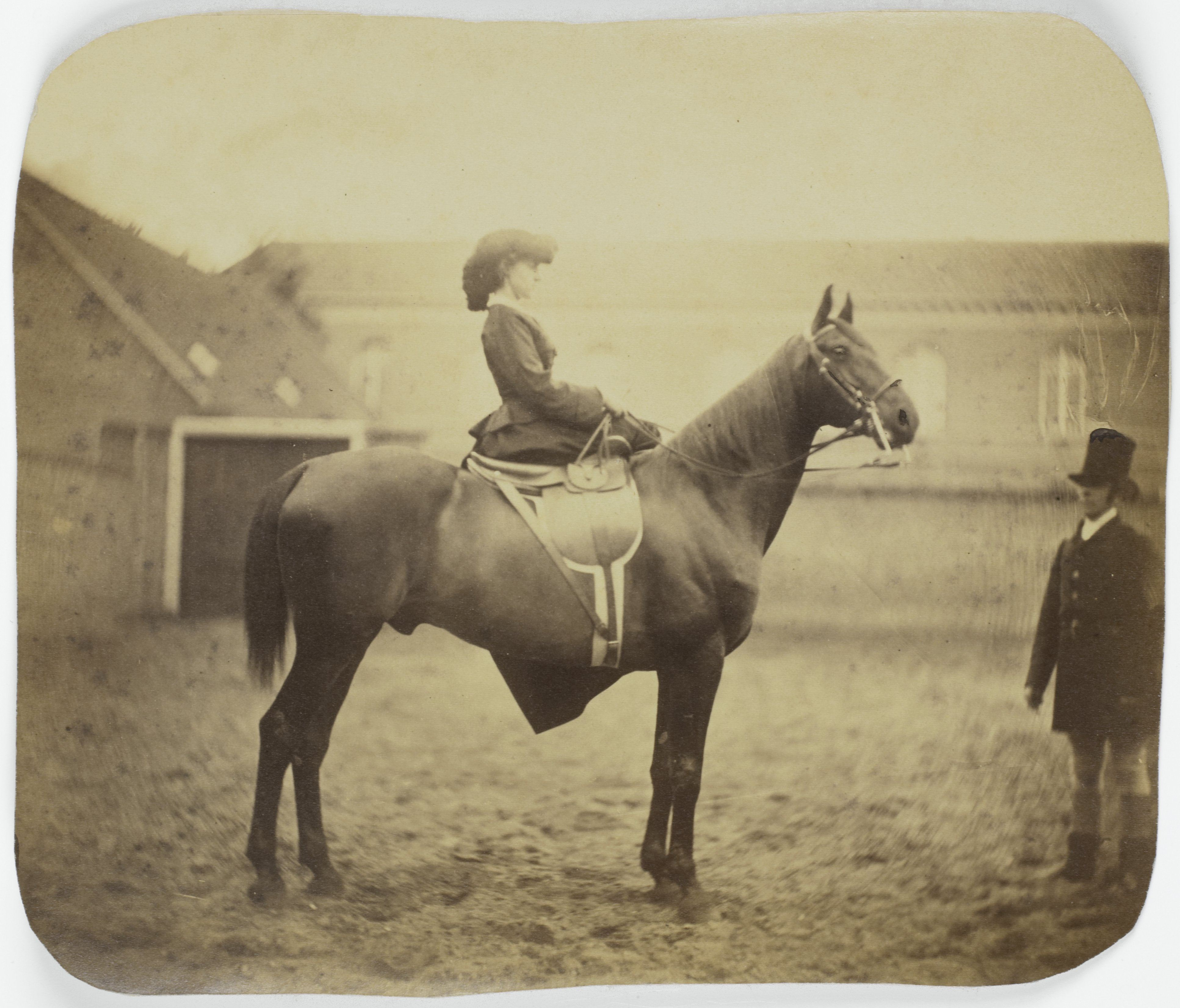
L'exploratrice et photographe Alexine Tinne à cheval, photographie, tirage à l'albumine sur carton, 1860-1861.
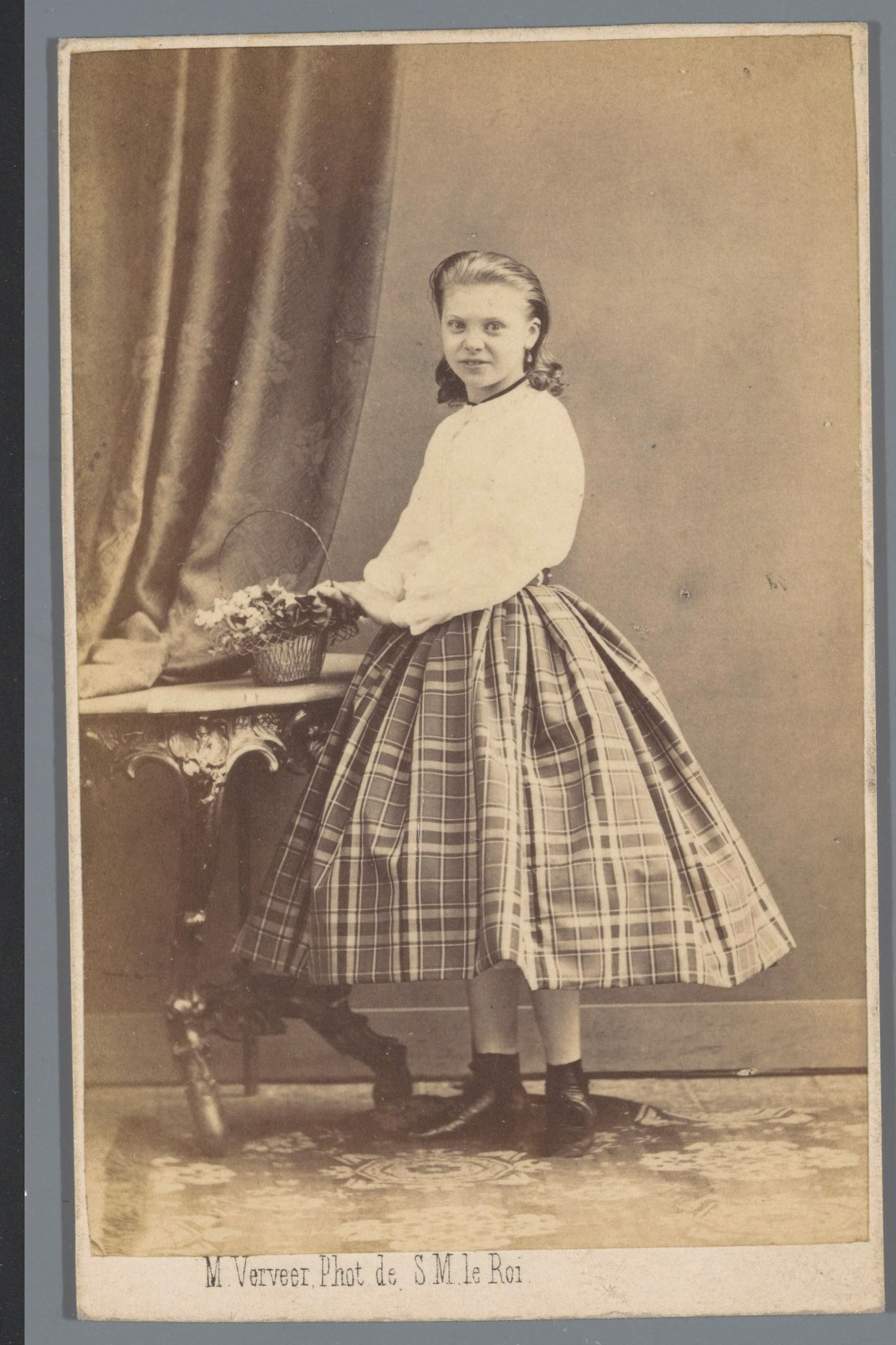
Elise van Herbeele, photographie - carte de visite.
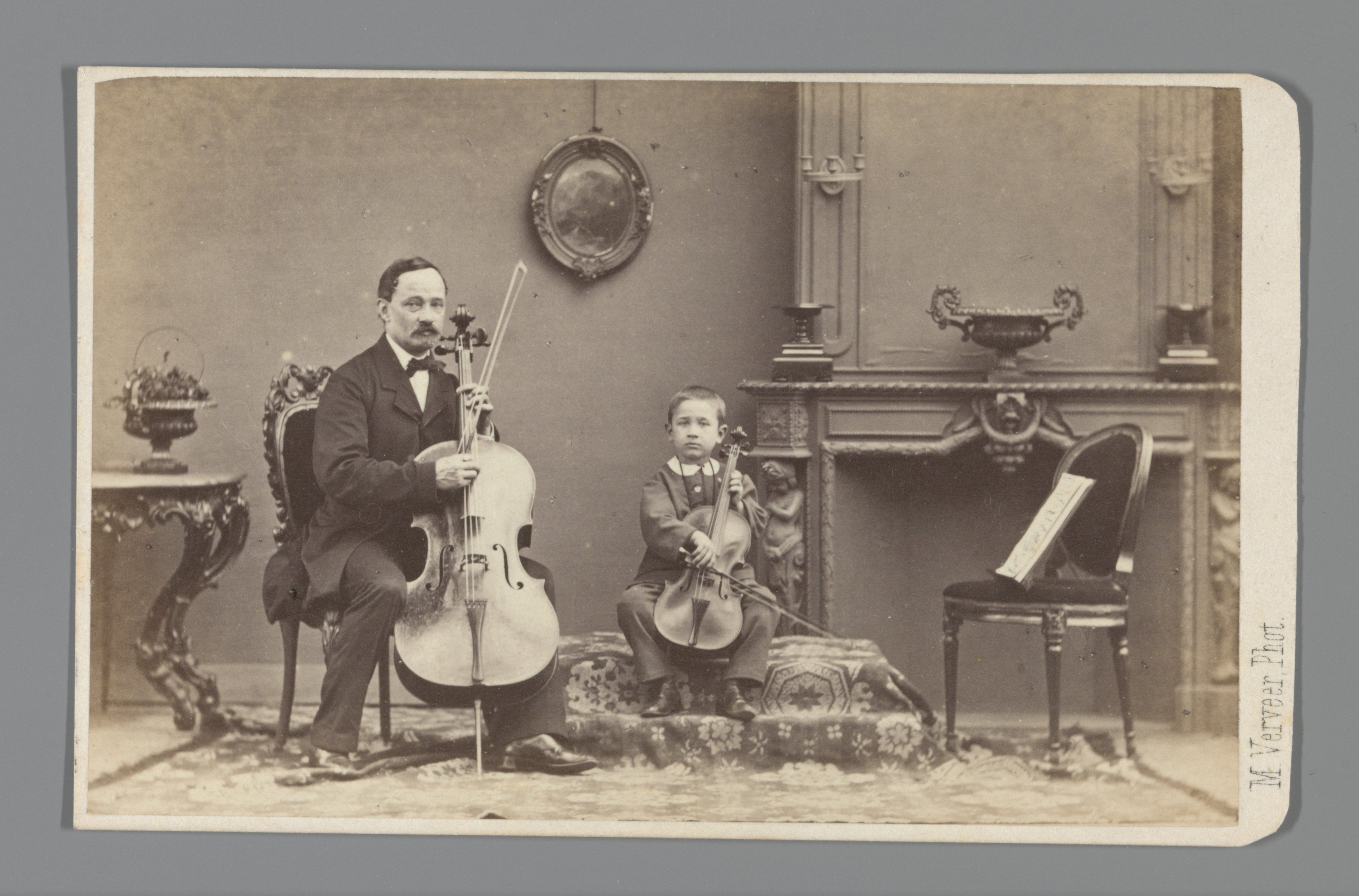
Portrait d'un homme avec un violoncelle et d'un garçonnet avec un violon.
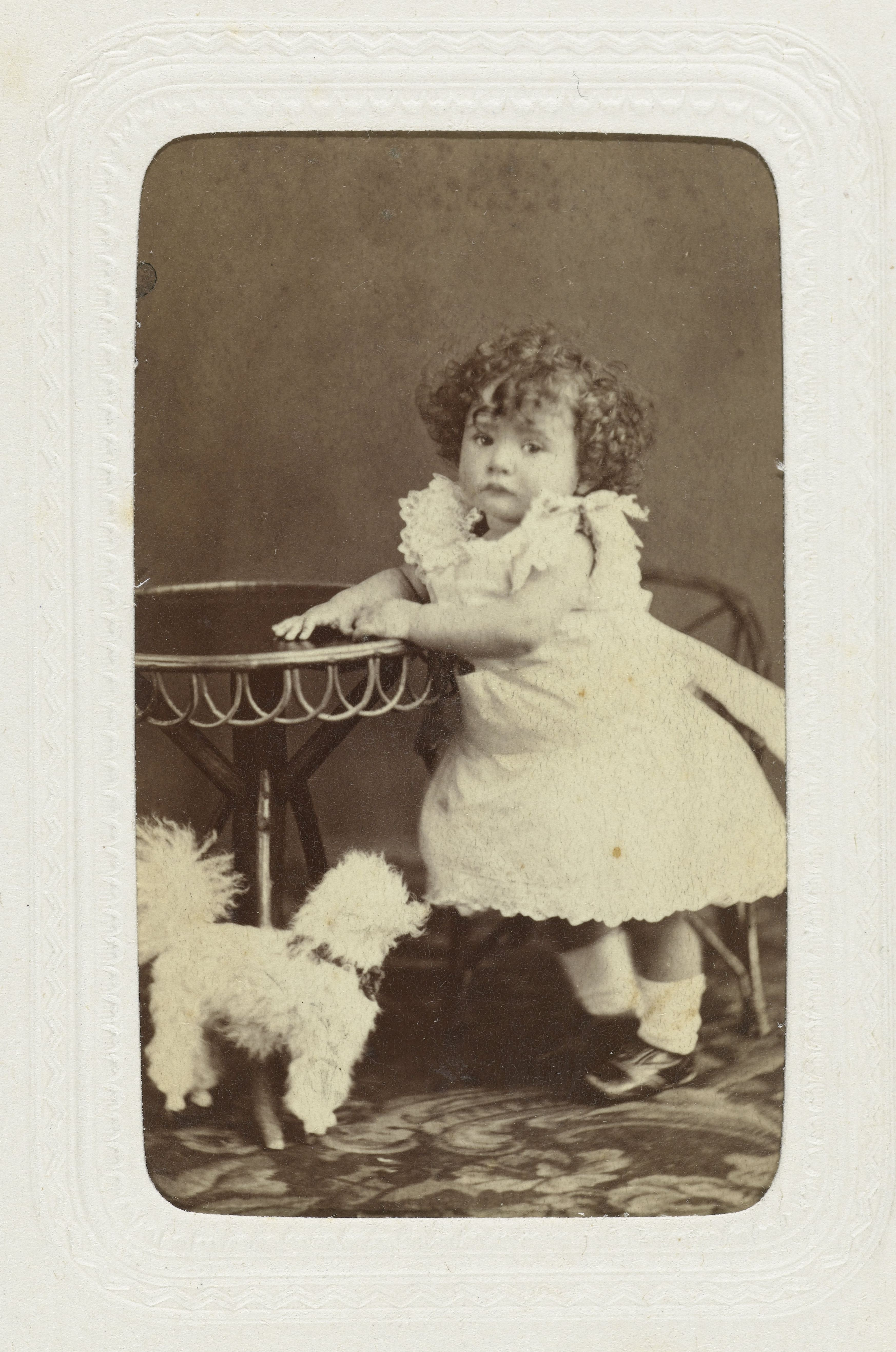
Portrait de studio d'une fillette avec un chien en peluche, photographie, vers 1863-1866.
Le peintre Barend Cornelis Koekkoek, photographie.
Le peintre Christoffel Bisschop, photographie